# 王正福
王正福（1947年9月—），贵州省凯里市人，1984年11月加入中国共产党，1969年9月参加工作，贵州农学院林学系林业专业毕业，大学学历。
早年毕业于贵州农学院林学系林业专业，后供职于贵州省从江县林业局。1987年，升任贵州省从江县县长。1991年，任从江县委书记。1993年，改凯里市市长。1996年，任黔东南州州长。1998年，升任贵州省副省长。后兼任省纪委书记。2010年，担任贵州省政协主席。2013年1月，王正福不再担任贵州省政协主席。后调任中纪委第九巡视组组长。